# Université DePaul
L’université DePaul (en anglais : DePaul University) est une institution privée d'études supérieures et de recherche située à Chicago dans l'Illinois aux États-Unis. Fondée par la Congrégation de la Mission en 1898, l'université doit son nom au prêtre français du XVIIe siècle saint Vincent de Paul. L'université DePaul comprend deux campus, tous deux situés dans la ville de Chicago : l'un dans le secteur de Lincoln Park, l'autre dans le secteur financier du Loop.
Environ 22 437 étudiants y sont inscrits en 2019. « DePaul » est la plus grande université catholique des États-Unis, une des dix plus grandes universités privées américaines et la plus grande université privée de l'État de l'Illinois. Suivant les traces de ses fondateurs, DePaul met un accent particulier sur le recrutement d'étudiants de première génération et d'autres issus de milieux défavorisés,.

## Présentation
En 2020, l'université compte environ 14 500 étudiants de premier cycle et environ 7 900 étudiants diplômés en droit. Selon le site officiel de la Division des affaires étudiantes, environ 90 % des étudiants de DePaul font la navette ou vivent hors du campus. Le corps étudiant représente un large éventail de religions, origines ethniques et géographiques, y compris plus de 60 pays étrangers.
En 2019, The Princeton Review a classé l'université DePaul parmi l'une des meilleures de toute la région du Midwest. En 2020, selon le magazine U.S. News & World Report, l'université DePaul est classée à la 127e place des meilleures universités américaines. Les écoles sont classées en fonction de leur performance à travers un ensemble d'indicateurs d'excellence largement acceptés.
Les équipes sportives intercollégiales de DePaul, connues sous le nom de Blue Demons de DePaul, participent à la Big East Conference. L'équipe masculine de basket-ball de DePaul a disputé 18 tournois de la National Collegiate Athletic Association (NCAA) et participé à deux Final Fours. En 2019, l'équipe de softball de DePaul a remporté son troisième titre consécutif au tournoi Big East et sa 21e apparition au tournoi NCAA dans l'histoire du programme sous la direction de l'entraîneuse Tracie Adix-Zins.
Après avoir utilisé la salle omnisports de l'Allstate Arena, l'équipe de basket-ball des Blue Demons de DePaul de l'université DePaul a ouvert le stade Wintrust Arena en octobre 2017. L'arène a une capacité de 10 387 places et est le terrain actuel des équipes masculines et féminines de basket-ball. L'université DePaul a partagé le coût de construction du stade avec la ville de Chicago, avec des contributions de 82,5 millions de dollars respectivement. La fréquentation annuelle de l'arène prévue par les administrateurs était d'environ 370 000 personnes pour les matchs et autres événements. Cependant, d'août 2017 à mai 2018, moins de 168 100 personnes ont assisté aux événements s'étant déroulés à la Wintrust Arena.

## L'institution

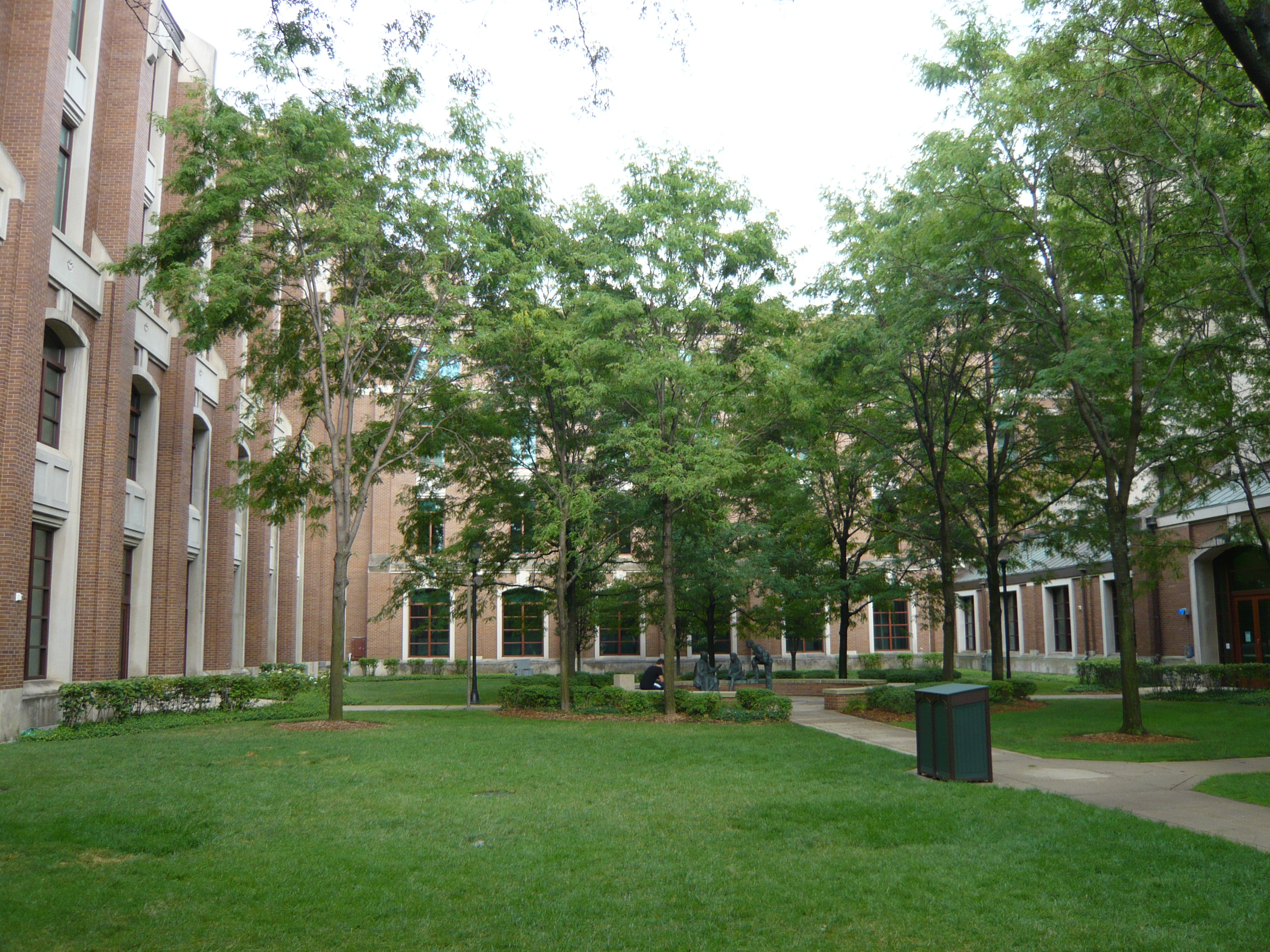
Jardin bordant un bâtiment du campus de Lincoln Park.

Initialement nommée St. Vincent College, l'université DePaul a été fondée en 1898 par la Congrégation de la Mission, connus sous le nom de Vincentiens. Disciples du prêtre français du XVIIe siècle Saint Vincent de Paul, ils ont fondé l'université pour servir les enfants catholiques des nouveaux immigrants. Les inscriptions d'étudiants sont passées de 70 en 1898 à 200 en 1903 dans le campus du quartier de Lincoln Park à Chicago.
Cette année-là, James Edward Quigley, archevêque de Chicago, a annoncé son intention de créer un séminaire préparatoire, maintenant Archbishop Quigley Preparatory Seminary, pour l'archidiocèse de Chicago et permettre au Jesuit Saint Ignatius College, aujourd'hui connue sous le nom d'université Loyola de Chicago, de déplacer ses programmes collégiaux vers le quartier de Rogers Park, menaçant la survie du St. Vincent College.
En réponse, les Vincentiens ont été rebaptisés en 1907 sous le nom d'université DePaul, offrant expressément tous ses programmes d'études aux hommes et aux femmes de toutes origines religieuses. DePaul a commencé à admettre des femmes en 1911 et a décerné des diplômes à ses premières diplômées en 1912. Ce fut l'une des premières universités catholiques à admettre des étudiantes dans un cadre mixte.

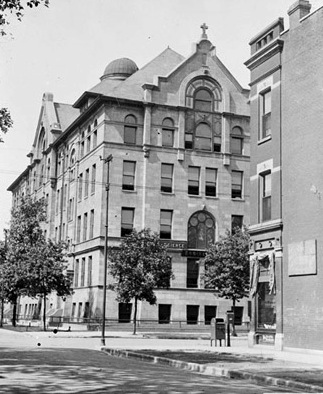
L'université en 1911.

DePaul a créé l'École de musique et le Collège de commerce, ce dernier devenant l'une des plus anciennes écoles de commerce du pays. En 1914, le collège a commencé à offrir des cours sur le campus du Loop, le précurseur du deuxième campus primaire de DePaul. En 1915, l'Illinois College of Law a achevé son affiliation à l'université et est devenu le DePaul University College of Law. Les inscriptions ont totalisé plus de 1 100 nouveaux étudiants.
Aujourd'hui, l'université DePaul met la priorité sur la pédagogie et a été reconnue pour son enseignement fondé sur l'expérience et le service. DePaul compte huit collèges et écoles. Le College of Commerce est situé en ville dans le centre historique de Chicago, le Loop, au 1 East Jackson Boulevard et il s'agit de l'une des dix plus anciennes écoles de commerce (business school en anglais) aux États-Unis.

## Campus
Les deux campus de l'université se trouvent à Chicago : l'un à Lincoln Park et l'autre dans le secteur financier du Loop. Le campus de Lincoln Park abrite les collèges des arts libéraux et des sciences sociales, des sciences et de la santé et de l'éducation. Il abrite également l'école de musique et l'école d'art dramatique de l'université DePaul (The Theatre School at DePaul University) et la bibliothèque John T. Richardson.

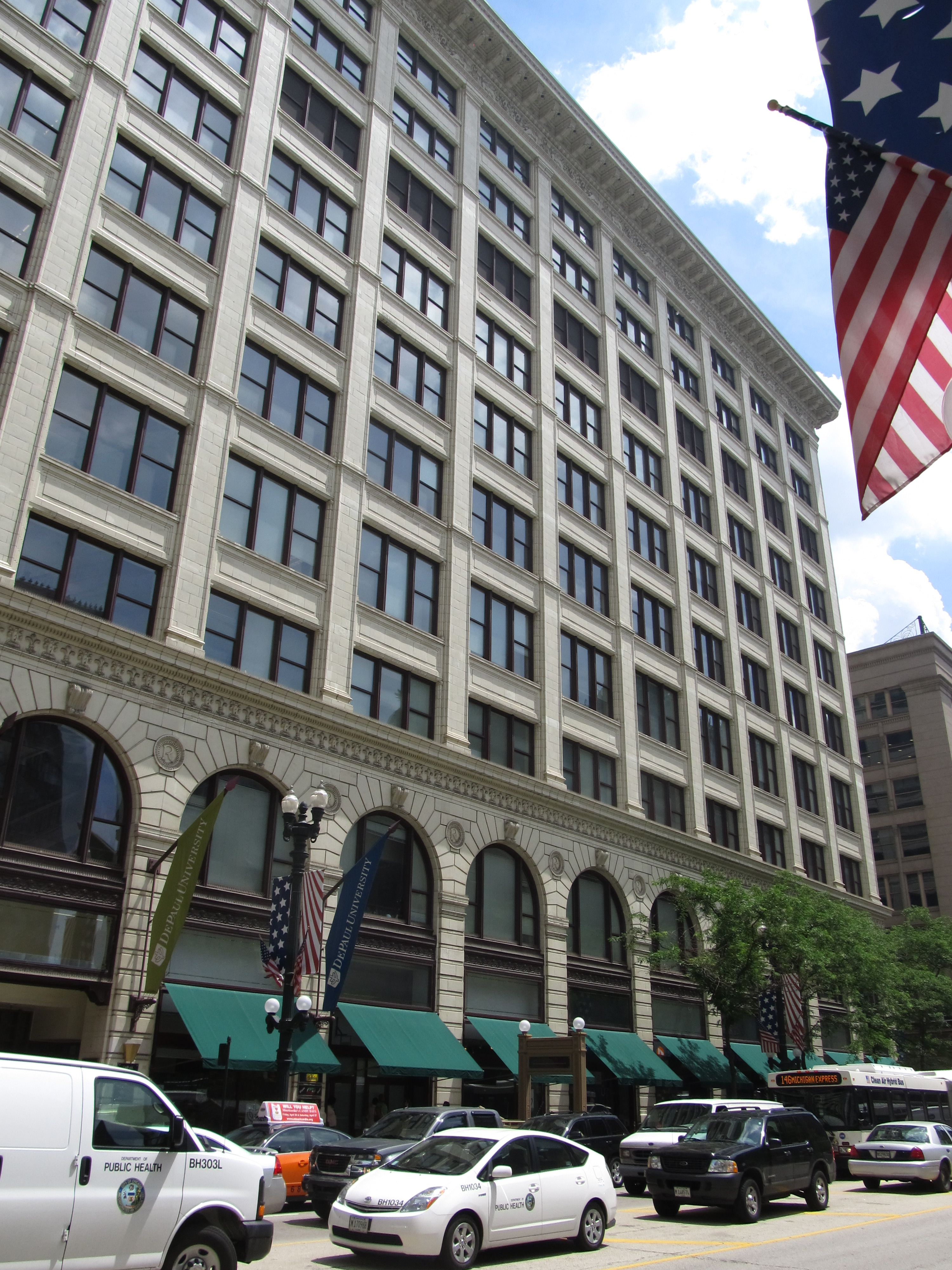
Le bâtiment du campus du Loop.

Le campus du Loop abrite les collèges de la communication, le DePaul University College of Computing and Digital Media, le DePaul University College of Law, ainsi que la School of Public Service et l'école pour un nouvel apprentissage. Il abrite également la Kellstadt Graduate School of Business qui fait partie du Driehaus College of Business et se classe au niveau national. Elle constitue également la dixième plus ancienne école de commerce du pays. Le campus du Loop abrite également la bibliothèque Loop, la bibliothèque de droit Rinn et le centre étudiant Barnes and Noble. DePaul est classée parmi "R2 : Universités doctorales - Activité de recherche élevée".